# (YOU CAN'T ALWAYS GET) WHAT YOU WANT
「(YOU CAN'T ALWAYS GET) WHAT YOU WANT」（（ユー・キャント・オールウェイズ・ゲット）ホワット・ユー・ウォント）は、1994年1月26日に発売されたCornelius通算3作目のシングル。

## 解説
トラットリア・メニュー30。「THE FIRST QUESTION AWARD-PREVIEW-」はその名のとおり、このシングルの後発売された『THE FIRST QUESTION AWARD』の全曲を数秒ごとにサウンドコラージュされた内容となっている。アートワークは信藤三雄。

## 収録曲
1. (YOU CAN'T ALWAYS GET) WHAT YOU WANT （4分4秒）
2. THE FIRST QUESTION AWARD-PREVIEW- （3分10秒）
3. (YOU CAN'T ALWAYS GET) WHAT YOU WANT（Instrumental）（4分4秒）

## 収録アルバム
1. THE FIRST QUESTION AWARD（#2）
2. 未収録。
3. 未収録。